# Shanmacultuur
De Shanmacultuur (Chinees: 骟马文化) was een archeologische cultuur van de ijzertijd in de Hexicorridor, van 1000 tot 200 v.Chr. Het was de opvolger van de Sibacultuur (1600 - 1300 v.Chr.) in het gebied, en ging vooraf aan de Shajingcultuur (800 – 200 v.Chr.) en de expansie van de Han-dynastie (202 v.Chr. – 220 n.Chr.) in de regio. 
Het gebied van de Shanmacultuur was grotendeels gelijk aan dat van de voorafgaande Sibacultuur. Het kwam overeen met het westelijke gebied van de Hexicorridor en Binnen-Mongolië, van Yangguan in het westen tot Yumen in het oosten, met de Shajingcultuur niet ver daarbuiten in het zuidoosten. 
Het is bekend dat de Shanmacultuur jade gebruikte, afkomstig uit de Hanxia-afzetting, en later uit de Mazongshan-afzetting, of uit de Jingbaoer-jademijn in de Mazong-berg (Mazong Shan). 
De Shanma-mensen hielden zich bezig met landbouw en verbouwden gerst, tarwe en gierst. Maar hun veestapel duidde op een neiging tot nomadisch pastoralisme, aangezien ze dieren hadden die beter geschikt waren voor lange afstanden, zoals honden, schapen/geiten, paarden, runderen en kamelen, maar geen varkens. 

De Shanmacultuur zou in verband kunnen worden gebracht met de Wusun uit de Chinese geschiedschrijving. 

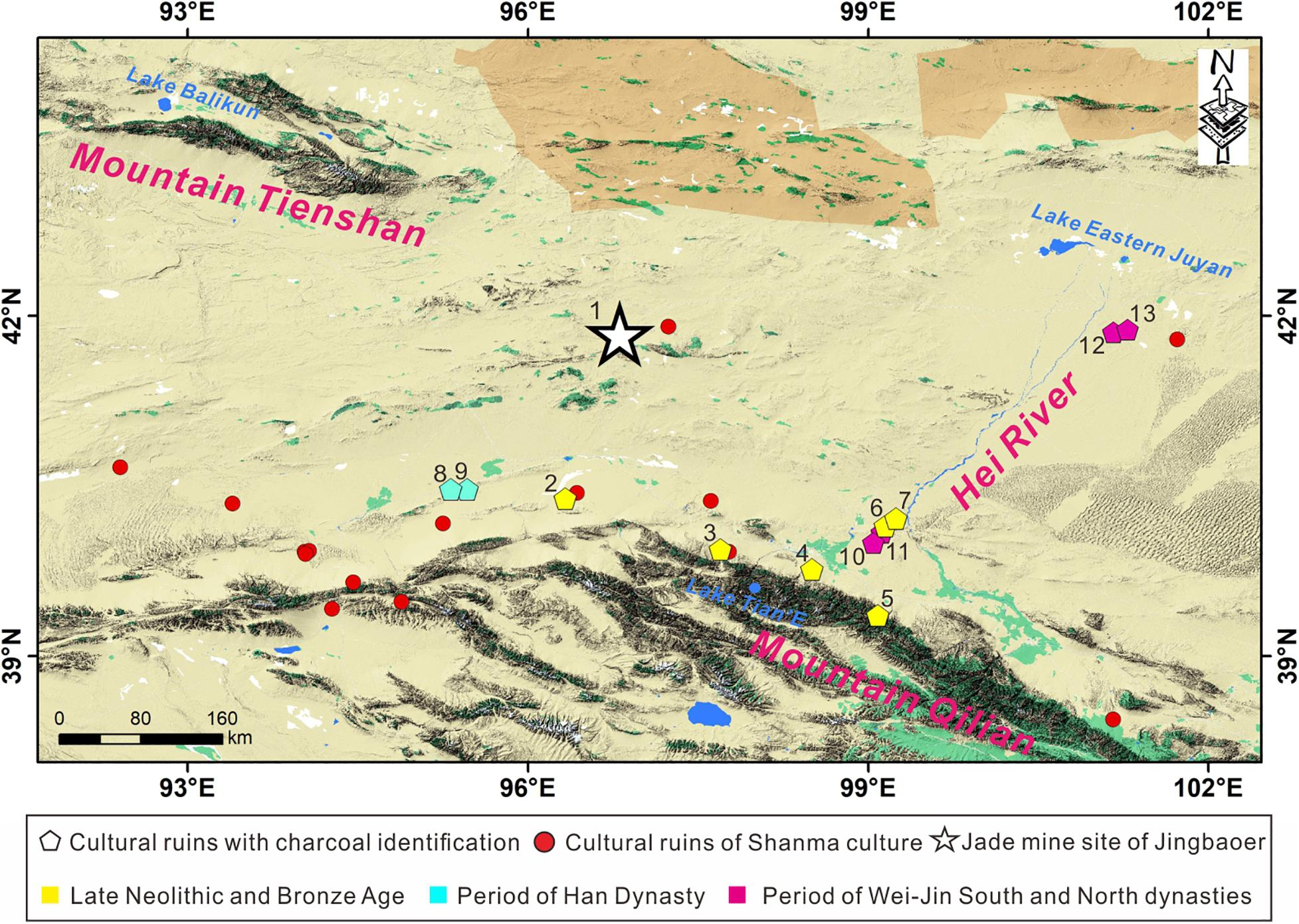
sites van de Shanmacultuur-sites in de westelijke Hexicorridor